# Luis Galeano
Luis Manuel Galeano Molina (Jalapa, 15 ottobre 1991) è un calciatore nicaraguense, attaccante del Real Estelí.

## Carriera

### Club
Ha sempre giocato nel campionato nicaraguense.

### Nazionale
Ha debuttato in Nazionale nel 2015 ed è stato successivamente convocato per la Gold Cup.